# Cermenate
Cermenate – miejscowość i gmina we Włoszech, w regionie Lombardia, w prowincji Como.
Według danych na rok 2004 gminę zamieszkiwały 8582 osoby, 1072,8 os./km².